# Ovophis jenkinsi
Ovophis jenkinsi — вид отруйних змій родини гадюкових (Viperidae). Описаний у 2024 році.

## Етимологія
Видовий епітет нового виду присвячено австралійському герпетологу Роберту Вільяму Гарфілду Дженкінсу (1947—2023), колишньому голові Комітету тварин CITES, який захоплювався зміями, особливо морськими, і допоміг Китаю, а також багатьом азійським країнам, завершити проєкти з перепису змій, їхнього збереження та управління.

## Поширення
Ендемік Китаю. Відомий лише у типовому місцезнаходженні — містечко Тунбігуань, округу Їнцзян у складі Дехун-Дай-Качинської автономної префектури у провінції Юньнань на півдні країни. Трапляється на висоті близько 1300 м у тропічних гірських вологих лісах.

## Опис
Ovophis jenkinsi зазвичай має темно-коричнювато-сірий колір, іноді темно-помаранчево-коричневий, з трапецієподібними плямами на спині. Є розкидані маленькі білі плями на спинній поверхні хвоста.